# FC Barcelona C
Fútbol Club Barcelona C a fost o echipă spaniolă de fotbal fondată în 1969 și desființată pe 2 iulie 2007. Ea a fost echipa de juniori a FC Barcelona și a jucat meciurile pe stadionul Mini Estadi.